# Hirics
Hirics é um município da Hungria, situado no condado de Baranya. Tem 14,68 km² de área e sua população em 2019 foi estimada em 238 habitantes.